# Hidrografía de Honduras

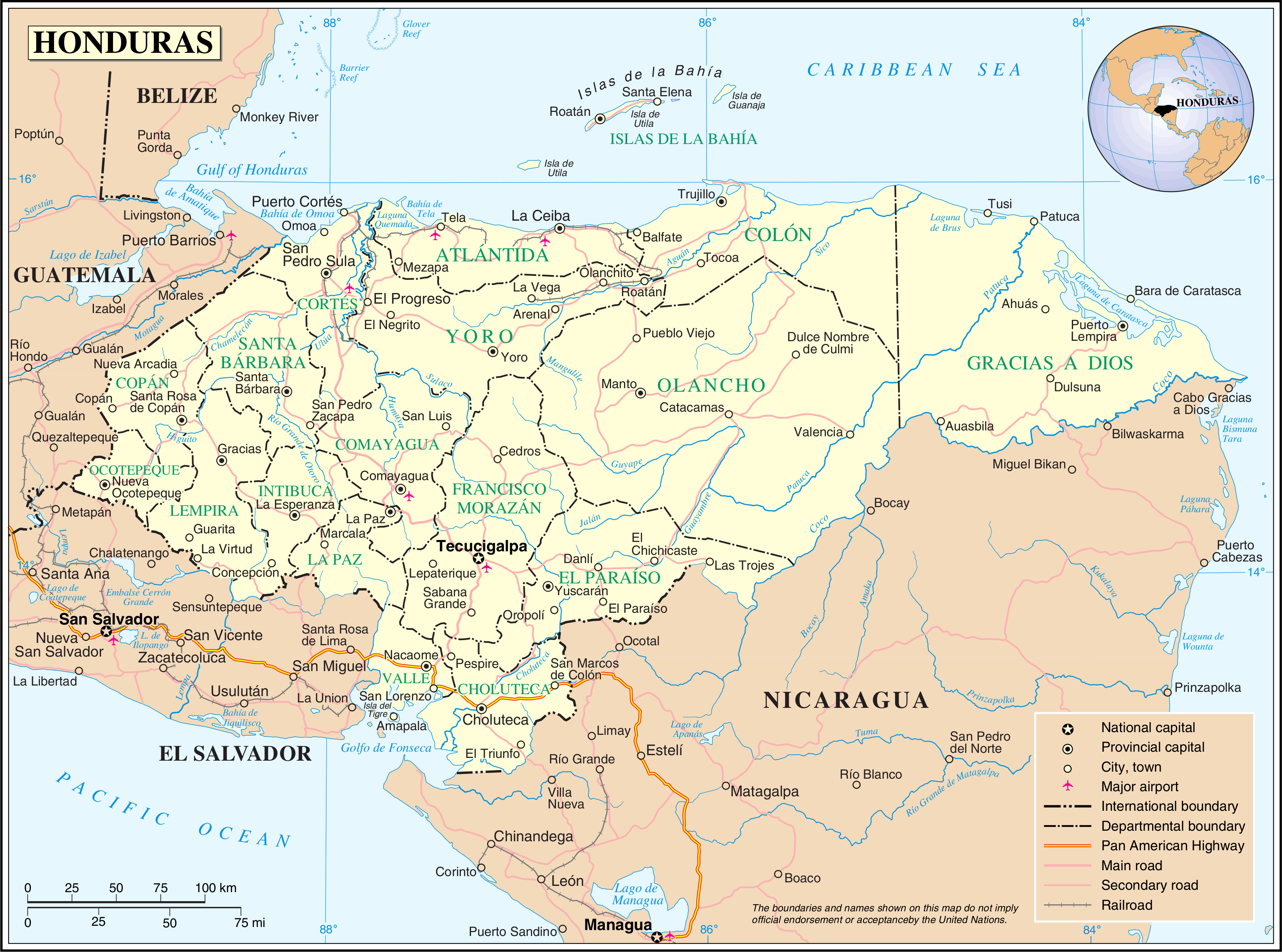
Mapa de hidrográfico de Honduras

Honduras cuenta con 19 cuencas hidrográficas, sus principales ríos son el río Coco con 550 kilómetros de longitud y el río Patuca con 500 kilómetros de longitud. El lago de Yojoa es el lago más grande de Honduras, con un área de 90 km².
Una gran parte del agua de Honduras se encuentra en los ríos, quebradas, lagos, esteros y lagunas, aun así el volumen de agua subterránea es mayor que el agua en la superficie, en la zona norte se consume un 70 % de aguas subterráneas, debido a esto el nivel freático ha disminuido, debido a la extranccion de cientos de pozos para usos industriales y para el consumo humano que extraen agua de la capa freática y estas aguas regresan como aguas residuales y con desechos sólidos a contaminar estas fuentes de agua.